# La fiesta del Chivo (pel·lícula)
La fiesta del Chivo és una pel·lícula dirigida pel peruà Luis Llosa i produïda a Espanya sobre la dictadura en la República Dominicana. Va ser estrenada en el 2006 en el Festival de Cinema de Berlín. Va ser estrenada el 25 de novembre de 2005 a República Dominicana.

## Argument
Ambientada a Santo Domingo, República Dominicana el 1960 i 1961. Narra l'època en la qual el general Trujillo va ser dictador de la República Dominicana a través de la història d'Urania Cabral, qui torna a la seva terra natal després de la seva fugida precipitada del país diversos anys abans. Al seu retorn, Urania confessarà a la seva família el motiu de la seva fugida.
Mentre Urania Cabral visita al seu pare a Santo Domingo, l'acció es trasllada a 1961, quan la capital dominicana encara es deia Ciutat Trujillo. Allí un home que no sua, el dictador Rafael Leónidas Trujillo, tiranitza tres milions de persones sense saber que es gesta una maquiavèl·lica transició a la democràcia i el seu propi assassinat ja s'ha posat en marxa.

## Actors principals
- Tomas Milian (Rafael Leonidas Trujillo)
- Isabella Rossellini (Urania Cabral)
- Juan Diego Botto (Amadito)
- Paul Freeman (Agustín Cabral)
- David Zayas (Antonio de la Maza)
- Steven Bauer (Viñas)

També hi actuen actors dominicans com Frank Perozo, Sergio Carlo, Pericles Mejía, José Guillermo Cortiñez, Sharlene Taulé, Nuri Sanlley. Víctor Ramírez, Milagros Germán, entre d'altres...

## Comentaris
Basada en l'obra homònima de Mario Vargas Llosa, cosí del director, la pel·lícula tracta la història d'una de les dictadures més sagnants de l'Amèrica Llatina del segle xx. Tant el director, com el repartiment principal de la pel·lícula i l'autor de la novel·la van estar presents al país natal d'aquest últim per a l'estrena de la pel·lícula al març del 2006. Al mes següent, Mario Vargas Llosa va viatjar a la República Dominicana per a assistir a l'estrena de la cinta en aquell país.

## Reconeixements
Fou nominada a la Medalla del Cercle d'Escriptors Cinematogràfics al millor guió adaptat>